# Juan Antonio Widow
Juan Antonio Widow Antoncich (Valparaíso, 8 de septiembre de 1935-Linderos, 19 de diciembre de 2024) fue un filósofo y académico chileno de ideología nacionalista e hispanista, conocido por dirigir la revista Tizona. Se le ha descrito como uno de los principales herederos intelectuales de Osvaldo Lira.

## Primeros años y estudios
Nació en 1936 y estudió filosofía en la Pontificia Universidad Católica de Valparaíso, en donde fue alumno del también filósofo y sacerdote Osvaldo Lira, de quien fue uno de sus principales discípulos. Se doctoró bajo la dirección de Antonio Millán-Puelles en la Universidad de Madrid (actual Universidad Complutense) con una tesis sobre Santo Tomás.

### Matrimonio e hijos
Estaba casado con María Concepción Lira Bennett, con quien tuvo 10 hijos. De entre ellos, dos siguieron sus pasos en la enseñanza de filosofía: José Luis, profesor en la Universidad Adolfo Ibáñez, y Felipe, quien se doctoró Madrid al igual que su padre y es profesor de derecho natural y filosofía del derecho en la Universidad Católica de Chile.

## Vida pública
Fue profesor en el Instituto de Filosofía de la Pontificia Universidad Católica de Valparaíso entre los años 1961 y 2000, dictando el curso de «Metafísica y Filosofía Política», y en la Universidad Adolfo Ibáñez desde 2001 hasta 2008, año en que se jubila.
Fue partidario del golpe de Estado del 11 de septiembre de 1973 y del gobierno militar que siguió al mismo. También fue un destacado miembro del Movimiento Revolucionario Nacional Sindicalista, agrupación que fue favorable a la dictadura de Augusto Pinochet.
Fue miembro de número del Consejo de Estudios Hispánicos Felipe II. Fundó la revista Philosophica en 1978, la que dirigió hasta 1999.
En 2011 se publicó la obra Razón y Tradición, consistente en una colección en dos tomos de estudios en homenaje a Juan Antonio Widow editada por los profesores Miguel Ayuso, Álvaro Pezoa y José Luis Widow.

### Tizona
En 1958 funda junto a su hermano Andrés la revista Tizona. Es una revista marginal hasta los años previos al Golpe de Estado en Chile de 1973, momento en el que gracias a la creciente polarización política pasa a ser una de la publicaciones más importantes del pensamiento católico antiliberal, siendo una de las voces nacionalistas contrarias al gobierno de Salvador Allende. Promovió desde sus páginas una «revolución nacionalista» que, junto a la inevitable instauración de una dictadura, sin miedo y sin arrepentimientos, era presentada como la única salida de la crisis. Así pues, en el contexto de la caos social de la Unidad Popular, Tizona acusó en el clima del país un auténtico «desbordamiento revolucionario», descontrol y sensación incontrolable de anarquía, con el fin de argüir a favor de un régimen autoritario mediante argumentaciones filosóficas basadas en el tomismo y la ideología hispanista. Al igual que Patria y Libertad (1971-1973; dirigida por el grupo homónimo) y Tacna (1969-1974; dirigida por los académicos Sergio Miranda Carrington y Erwin Robertson), esta publicación desarrolló un discurso persuasivo a las Fuerzas Armadas de Chile, tendiente al golpismo y el autoritarismo nacionalista.
La revista denunció que el gobierno del presidente chileno Salvador Allende terminaría con «la esencia de la nación», es decir, con los elementos tradicionales de aquella (a su entender: la sociedad jerárquica, la religión católica, la familia, la propiedad, etc.), cuestión que había que impedir de cualquier forma. Tizona propuso fortalecer el vínculo entre el integrismo, el nacionalismo y las Fuerzas Armadas. Para Widow, los militares cumplían una misión privilegiada de restablecer la unidad nacional bajo los principios cristianos en la construcción de un «orden nuevo», concepto que también se utilizó en la revista Tacna.
Justificó el golpismo filosóficamente, aduciendo a la idea de que existe un «derecho a la rebelión» e incluso, en algunos casos, un «deber» a ejercer dicho derecho. La publicación trataba la situación de «ingobernabilidad» de la Unidad Popular desde la perspectiva de la doctrina de Santo Tomás de Aquino buscando legitimar la resistencia al gobierno, bajo la cual se orientaba a un empleo limitado de la violencia, en el que el uso de la fuerza era permitido bajo ciertas circunstancias tendientes a restaurar el orden y la paz. La reactualización de las doctrinas tomistas en Tizona significaba, en la práctica, que la subversión contra la Unidad Popular era una «guerra justa» y necesaria, para la cual se justificaban todos los medios de lucha, puesto que el «orden natural» y el «bien común de la Nación» habían sido «puestos en peligro por el marxismo».
Algunos intelectuales vinculados a esta revista fueron Miguel Ayuso, Julio Retamal, Juan Carlos Ossandón Valdés, Gonzalo Larios, Álvaro Pezoa, Alejandro Guzmán Brito, Cristián Garay, Bernardino Bravo Lira y el propio Osvaldo Lira.

## Obras
- El hombre, animal político. Santiago: Acad. Superior de Ciencias Pedagógicas, 1984. OCLC 634335227.
- Curso de metafísica. Santiago: Globo Editores, 2012. ISBN 978-956-8663-28-5.
- La libertad y sus servidumbres. Santiago: RIL, 2014. ISBN 978-956-01-0053-5.
- El cáncer de la economía: la usura. Madrid: Marcial Pons, 2020. ISBN 978-84-9123-753-2.